# 広島県立広島工業高等学校
広島県立広島工業高等学校（ひろしまけんりつ ひろしまこうぎょう こうとうがっこう, 英: Hiroshima Prefectural Hiroshima Technical High School）は、広島県広島市南区にある工業高等学校。

## 概要
歴史
1897年（明治30年）に開校した「広島県職工学校」を前身とする。2017年（平成29年）に創立120周年を迎えた。
設置課程・学科
全日制課程5学科
- 機械科
- 電気科
- 建築科
- 土木科
- 化学工学科

校訓
「至誠・堅忍・創意・真理」
校章
広島県立広島皆実高等学校から分離独立した1953年（昭和28年）に現在の校章が制定された。旧・広島県立広島工業学校の校章デザインを継承し、旭日を背景にして、中央に「工」と「高」の文字を重ねて置いている。
校歌
作詞は葛原滋、作曲は中田喜直による。歌詞は3番まであり、各番とも校名の「広島工高」が登場する。

## 沿革
旧制・工業学校
- 1897年（明治30年）
  - 8月1日 - 広島県尋常師範学校内に「広島県職工学校」が開校。修業年限を3ヶ年とし、木工科・金工科の2学科を設置。
  - 9月22日 - 広島市大須賀村二葉の里（饒津公園内 元・物産陳列所）に移転。
  - 9月27日 - 第1回入学式を挙行。校章を制定。この日を開校記念日と制定。
- 1898年（明治31年）
  - 8月1日 -　木工科を木工部（大工・指物）に、金工科を金工部（板金・鍛工・鋳工・仕上）に改称。
  - 10月26日 - 実習場と校門が完成。
- 1899年（明治32年）3月25日 - 木工部と金工部を5分科（大工・指物・挽物・彫刻・木型）に改編。
- 1900年（明治33年）
  - 7月30日 - 第1回卒業式を挙行。（第1回卒業生29名）
  - 8月31日 - 本館が完成。
- 1901年（明治34年）6月12日 - 「広島県立職工学校」と改称（広島県の後に「立」を加える）。校章を改正（2代目）。
- 1902年（明治35年）8月1日 - 第1回広島県下小学校教員夏期工業講習会を開催。
- 1904年（明治37年）
  - 10月 - 平屋建て普通教室が完成。
  - 11月16日 - 校友会（生徒会）誌を創刊。
- 1905年（明治38年）
  - 4月15日 - 校章を改正（三代目）。
  - 9月28日 - 2階建て教室（普通・講堂・製図）が完成。
- 1906年（明治39年）
  - 1月9日 - 校旗を制定。
  - 4月1日 - 機械科（機械製図・木型・鋳工・鍛工・鑢工・旋工）、建築科（建築製図・大工）、工芸科（彫刻・指物・板金・塗物）の3学科に改編。別科を新設。
- 1910年（明治43年）11月26日 - 同窓会を創設。同窓会誌「二葉之友」を創刊。
- 1911年（明治44年）
  - 3月15日 - 広島市千田町に新校舎が完成し、移転を完了。
  - 3月21日 - 機械科（電気工）を新設。
- 1912年（明治45年）5月12日 - 新築移転式を挙行。頌徳碑を除幕。
- 1913年（大正2年）
  - 4月1日 - 付設工業補習学校を設置。（1926年（大正15年）に廃止。）
  - 4月15日 - 校舎敷地内に寄宿舎が完成。
- 1915年（大正4年）11月11日 - 校旗・校訓・校章（四代目）・校歌を制定。
- 1916年（大正5年）
  - 2月4日 - 「広島県立工業学校」と改称。
  - 2月12日 - 工芸科を廃止し、機械科（木型・鋳工・鍛工・機工・仕上・電気・銅工）と建築科（造家・家具・塗工）の2学科に改編。
- 1917年（大正6年）9月27日 - 創立20周年記念文庫を創設。
- 1918年（大正7年）12月 - 電気分科卒業生に第三種事業主任技術者資格を付与。
- 1920年（大正9年）4月1日 - 機械科から電気部門が電気科として独立し、機械科・電気科・建築科の3学科体制となる。
- 1922年（大正11年）4月1日 - 本科の修業年限を4ヶ年、別科を専修科（機械・電気・建築）とし、修業年限を2ヶ年とする。
- 1923年（大正12年）
  - 4月1日 - 「広島県立広島工業学校」と改称。
  - 5月1日 - 奉安庫が完成。
- 1925年（大正14年）
  - 3月27日 - 分科制を廃止。土木科を新設し、機械科・電気科・建築科・土木科の4学科体制となる。
  - 3月 - 陸軍現役将校1名を配属し、学校教練を実施。
  - 11月28日 - 第1回運動会を開催。（各科対抗）
- 1945年（昭和20年）8月6日 - 広島市への原子爆弾投下により、大きな被害を受ける。

新制・工業高等学校
- 1948年（昭和23年）
  - 4月 - 保護者の寄贈により、図書館が完成。
  - 5月3日 - 学制改革（六・三・三制の実施）
    - 広島県立広島工業学校が廃止され、新制高等学校「広島県広島工業高等学校」が発足。
    - 併設の広島市立第一工業学校が廃止され、新制高等学校「広島市工業高等学校」が発足。
- 1949年（昭和24年）
  - 4月30日 -  広島県下高等学校再編により、以下の4校を統合の上、総合制高等学校「広島県広島皆実高等学校」が発足。
    - 母体4校 - 県立3校（広島県広島工業高等学校・広島県有朋高等学校・広島県南高等学校）と市立1校（広島市工業高等学校）
    - 設置学科 - 普通課程・生活課程・工業課程（機械・電気・建築・土木・工業化学・造船）
    - 校舎 - 千田校舎（機械科・電気科・建築科）と出汐校舎（土木科・工業化学科・造船科・普通課程・生活課程）の2校舎体制。

  - 7月22日 - 新校旗と校章（五代目）を制定。
- 1950年（昭和25年）
  - 4月 - 出汐校地内に旭町寮を設置。
  - 12月21日 - 第1回校内送別駅伝大会を開催。（己斐～宮島間、1967年度（昭和42年度）まで） 建築科3年チームが優勝。
- 1952年（昭和27年）
  - 11月1日 - 第1期実習場四棟が出汐町に着工。
  - 11月2日 - 造船科生徒が三段峡で遠足中に遭難し、7名が死亡。
- 1953年（昭和28年）
  - 4月1日 - 広島皆実高等学校から工業課程が分離し、廿日市高等学校の土木科と工業化学科を統合の上、「広島県広島工業高等学校」として独立。
    - 6学科（機械科・電気科・建築科・土木科・工業化学科・造船科）を設置。新校旗・校章（六代目）を制定。

  - 12月1日 - 出汐校舎へ移転完了。
    - 千田町の旧校地はその後、広島大学工学部キャンパスを経て現在は広島県情報プラザなどの敷地となり、「広島県立広島工業学校の跡」の碑が建立されている。
- 1955年（昭和30年）
  - 3月31日 - 造船科を大崎高等学校に統合の上、廃止。
  - 6月11日 - 吉島寮が改築され、旭町寮が廃止される。
  - 9月 - 第二期工事（電気・土木・工業化学実習場）が完成。
- 1956年（昭和31年）12月5日 - 広島県高等学校工業クラブ連盟を結成。
- 1957年（昭和32年）
  - 1月 - 第1回校内マラソン大会（黄金山一周、10 km）を開催。
  - 4月1日 - 定時制課程（夜間部）機械科を設置し、修業年限を4ヶ年とする。
  - 10月30日 -  第三期工事（A・B校舎24教室）が完成。
- 1958年（昭和33年）12月23日 - 新校歌を制定。
- 1960年（昭和35年）
  - 6月11日 - 第四期工事D校舎（理科・製図室・普通教室）が完成。
  - 9月19日 - 皆実高等学校との校地境界を設定。
- 1961年（昭和36年）
  - 2月2日 - 頌徳碑を移設。
  - 11月1日 - 広島県産業教育振興会の事務局が設置される。
- 1962年（昭和37年）
  - 4月1日 – 全日制課程工業化学科の募集を停止し、化学工学科を新設。定時制課程電気科を新設。
  - 5月 - 千田校舎の正門を復元し、慰霊碑を校門前に建立。
  - 7月7日 - 第五期工事C校舎（図書館・普通教室）が完成。
- 1963年（昭和38年）
  - 4月 – 新グラウンドの全面使用を開始。
  - 12月 - 化学工学科実習場が完成。
- 1964年（昭和39年）
  - 3月31日 - 工業化学科を廃止。
  - 5月22日 – 講堂兼体育館が完成。
- 1965年（昭和40年）
  - 4月12日 – 機関車・格納庫を受納。
  - 6月28日 - 工業科学センターが完成し、ノースアメリカンT6飛行機を受納。
  - 7月31日 - 寄宿舎が校地内に完成。
- 1966年（昭和41年）
  - 3月12日 - 第六期工事Ｅ校舎（普通教室・製図室他）が完成。
  - 8月25日 -  第13回全国高等学校定時制軟式野球大会に初出場。（神宮）
  - 9月14日 - 作法室木造平屋建（淑徳庵）を受納。
- 1967年（昭和42年）
  - 1月31日 -  旧南校舎木造2階建てを火災のため焼失。
- 1968年（昭和43年）10月1日 -  「広島県立広島工業高等学校」（現校名）に改称。
- 1969年（昭和44年）12月18日 – 学生運動が活発化し、学校が封鎖される。
- 1972年（昭和47年）3月31日 - Ｅ校舎・格技場が完成。
- 1974年（昭和49年）12月22日 - 本館が完成。
- 1975年（昭和50年）
  - 3月28日 - 第47回全国高等学校選抜野球大会初出場（甲子園）
  - 6月26日 – 同窓会の寄贈により雨天野球練習場が完成。
- 1977年（昭和52年）2月28日 -  寄宿舎を閉鎖。
- 1978年（昭和53年）8月7日 – 第60回全国高等学校野球選手権大会（夏の甲子園）に初出場
- 1980年（昭和55年）3月1日 - 定時制（夜間）課程を廃止。記念碑を序幕。
- 1983年（昭和58年）9月14日 - 特別教室（理科・コンピュータ室）が完成。
- 1985年（昭和60年）3月30日 - 電気科実習場が完成。
- 1986年（昭和61年）3月28日 - 化学工学科実習場が完成。
- 1987年（昭和62年）
  - 3月24日 -.機械科実習場が完成。
  - 8月6日 - 原爆犠牲者追悼碑を設置。
- 1988年（昭和63年）
  - 5月23日 - 機械科実習場が完成。
  - 12月26日 - 建築科実習場が完成。
- 1989年（平成元年）1月24日 - 広島県立広島皆実高等学校との共用プールが完成。
- 1990年（平成2年）3月31日 - 土木科実習場・クラブハウスが完成。
- 1992年（平成4年）1月22日 - 推薦入学者選抜を開始。
- 1993年（平成5年）
  - 8月31日 - A校舎リフレッシュ工事が完了。
  - 12月2日 - 	新体育館が完成。
- 1995年（平成7年）
  - 1月17日 - B校舎改築が完成。
  - 3月24日 - E校舎リフレッシュ工事が完了。
- 1996年（平成8年）9月1日 - D校舎リフレッシュ工事が完了。
- 1997年（平成9年）11月15日 - 広島県立体育館において創立100周年記念式典を挙行。記念碑を建立。
- 2000年（平成12年）
  - 8月 - 図書館のリフレッシュ工事を完了。
  - 8月9日 - 韓国釜山機械工業高校と友好協力を調印。
- 2002年（平成14年）4月1日 - 基礎コースと発展型コースの選択制を導入。2人教頭制となる。
- 2003年（平成15年）4月1日 - 土木科の定員を1学級減じ、40名・1学級とする。
- 2004年（平成16年）6月 - 学校再編計画において広島県により専門高校拠点校に指定される。
- 2005年（平成17年）4月1日 - 機械科の定員を1学級減じ、80名・2学級とする。前年度の工業拠点校指定に伴い、設備が充実する。
- 2007年（平成19年）
  - 3月31日 - 本館耐震リフレッシュ工事が完了。実習棟（E校舎）の耐震工事が完了。
  - 11月16日 - 創立110周年を記念し、本館に生徒制作による学校名を設置。
- 2009年（平成21年）3月26日 - A校舎耐震立替工事が完了。

## 部活動
野球やサッカー、ラグビーの全国大会出場校としても著名で、多くのスポーツ選手を輩出している。2010年のJリーグでは、OBの楚輪博（カターレ富山）、石崎信弘（コンサドーレ札幌）、木村和司（横浜F・マリノス）と、同時に3人もJリーグ監督に就任していた。
体育系
- 弓道部
  - 1972年（昭和47年）全国高等学校総合体育大会 優勝
  - 2003年（平成15年）全国高等学校総合体育大会 優勝
  - 2004年（平成16年）全国高等学校弓道選抜大会 優勝
  - 2004年（平成16年）全国高等学校総合体育大会 優勝
- サッカー部
  - 全国高等学校サッカー選手権大会に13回出場している。
    - 1974年（昭和49年）第52回大会
    - 1975年（昭和50年）第53回大会（2年連続）
    - 1976年（昭和51年）第54回大会（3年連続）
    - 1978年（昭和53年）第56回大会（2年ぶり）
    - 1980年（昭和55年）第58回大会（2年ぶり）
    - 1981年（昭和56年）第59回大会（2年連続）
    - 1982年（昭和57年）第60回大会（3年連続）
    - 1983年（昭和58年）第61回大会（4年連続）
    - 1985年（昭和60年）第63回大会（2年ぶり）
    - 1986年（昭和61年）第64回大会（2年連続）
    - 1987年（昭和62年）第65回大会（3年連続）
    - 1988年（昭和63年）第66回大会（4年連続）
    - 1992年（平成4年）第70回大会（4年ぶり）
- 野球部
  - 全国高等学校野球選手権大会（夏の甲子園）に5回出場している。
    - 1. 1978年（昭和53年）第60回大会に初出場。
    - 2. 1985年（昭和60年）第67回大会（7年ぶり）
    - 3. 1986年（昭和61年）第68回大会（2年連続）
    - 4. 1992年（平成4年）第74回大会（6年ぶり）
    - 5. 2012年（平成24年）第94回大会（20年ぶり）

  - 選抜高等学校野球大会（春のセンバツ甲子園）に5回出場している。
    - 1. 1975年（昭和50年）第47回大会に初出場。
    - 2. 1986年（昭和61年）第58回大会（11年ぶり）
    - 3. 1988年（昭和63年）第60回大会（2年ぶり）
    - 4. 1989年（平成元年）第61回大会（2年連続）
    - 5. 1995年（平成7年）第67回大会（6年ぶり）
- ラグビー部
  - 全国高等学校ラグビーフットボール大会（冬の花園）に32回出場している。
  - 全国高等学校選抜ラグビーフットボール大会（春の熊谷）に1回出場している。
- アーチェリー部 
  - 平成28年度全国高等学校総合体育大会出場
- 空手道部
- 剣道部
- 硬式テニス部
- ゴルフ部
- 柔道部
- 水球部
- ソフトテニス部
- 卓球部
- バスケットボール部
- バドミントン部
- バレーボール部
- 陸上競技部

工業系
- 建築部
- 機械工作部
- 自動車部
- 応用化学部
- 計算技術部 (活動停止中)
- 電気通信部
- 土木測量部

文化系
- 美術部
- 放送部
- 科学部
- 軽音楽部
- 茶道部
- 写真部
- 陶芸部
- ブラスバンド部
- 囲碁将棋部

## 著名な卒業生・出身者

### スポーツ

#### 野球
- 新井貴浩（元プロ野球選手・広島東洋カープ監督）
- 石田健大（プロ野球選手・横浜DeNAベイスターズ）
- 前田研輝（プロ野球選手・読売ジャイアンツ ※育成選手）
- 宇佐美塁大（元プロ野球選手・北海道日本ハムファイターズ）
- 畝龍実（元プロ野球選手・広島東洋カープコーチ）
- 小林誠二（元プロ野球選手・元中日ドラゴンズコーチ）
- 高津臣吾（元プロ野球選手・東京ヤクルトスワローズ監督）
- 田中昭夫（元プロ野球選手）
- 中東直己（元プロ野球選手・広島東洋カープ）
- 原田高史（元プロ野球選手）
- 和田凌太（元プロ野球選手・読売ジャイアンツ ※育成選手）
- 濵岡武明（社会人野球指導者、JR東日本監督）

#### サッカー
- 金田喜稔（元サッカー選手、解説者）
- 木村和司（元サッカー選手、元横浜F・マリノス監督）
- 河内勝幸（元サッカー選手、元サンフレッチェ広島ヘッドコーチ）
- 楚輪博（元サッカー選手、元カターレ富山監督）
- 石崎信弘（元サッカー選手、モンテディオ山形監督）
- 沖野隆幸（元サッカー選手）
- 沖宗敏彦（元サッカー選手）
- 中本邦治（元サッカー選手）
- 猿沢茂（元サッカー選手）
- 結城治男（元サッカー選手、ヴェルスパ大分監督）
- 棚田伸（元サッカー選手）
- 皆本勝弘（元サッカー選手）
- 桑原裕義（元サッカー選手）

#### ラグビー
- 木村敏隆（元ラグビー選手・日本代表）

#### バレーボール
- 直弘龍治（元バレーボール選手）

#### レーシング・ドライバー
- 高橋徹（元レーシング・ドライバー）

### 実業
- 正坊地隆美（日本コロムビア社長、日本レコード協会会長）
- 麻田守孝（大東建託社長）
- 小川薫（著名な経済総会屋）

### 芸能
- イエス玉川（浪曲師）中退
- ドロンズ石本（タレント）
- THE CRANE FLY（インディーズバンド）
- 五刀剛（俳優）

## 交通アクセス
最寄りの鉄道駅
- JR西日本 山陽本線・芸備線 「広島駅」
- 広島電鉄（路面電車）　皆実線（5号線）　「南区役所前電停」、「皆実町二丁目電停」

最寄りのバス停
- 広島駅から
  - 広電バス（青）・広島バス（赤）・広島交通（オレンジ）
    - まちのわループ右回り（302号線） 「出汐二丁目」バス停

  - 広電バス（青）・広島バス（赤）
    - 大学病院行き（322号線） 「大学病院入口」バス停
    - 旭町循環線（332号線） 「大学病院入口」バス停

  - 広島バス（赤）
    - 県病院行き（342号線） 「出汐二丁目」バス停
    - 広島みなと新線広島港行き（312号線） 「出汐二丁目」バス停

最寄りの道路
- 国道2号 「出汐」交差点
- 広島高速2号線 「東雲出入口」

## 周辺
教育施設
- 広島大学霞キャンパス
  - 医学部
  - 歯学部
  - 薬学部
  - 広島大学病院
- 広島県立広島皆実高等学校
- 広島市立広島工業高等学校
- 広島大学附属高等学校・附属中学校・附属小学校
- 比治山女子中学校・高等学校
- 進徳女子高等学校
- 広島市立段原中学校
- 広島市立大河小学校
- 広島市立皆実小学校

その他
- 比治山公園
- テレビ新広島（tss）